# Ernest Giralt i Lledó
Ernest Giralt i Lledó (Viladecans, 1948) és professor del departament de química inorgànica i orgànica de la Universitat de Barcelona i membre de l'Institut de Recerca Biomèdica (IRB Barcelona) on dirigeix el programa de química i farmacologia molecular. Actualment acumula més de 450 publicacions en les revistes més prestigioses en el camp de les ciències experimentals com Nature, Journal of the American Chemical Society o Angewandte Chemie International Edition i és internacionalment reconegut per la seva recerca en el camp del disseny, síntesi i estructura de pèptids i proteïnes. Des del 2008 és membre numerari de la Reial Acadèmia de Ciències i Arts de Barcelona.
Entre els principals camps d'estudi del Dr. Giralt cal destacar els treballs que ha realitzat al llarg de la seva carrera en reconeixement molecular, en desenvolupament de pèptids com a potencials agents terapèutics, així com, en la resolució de l'estructura de pèptids i proteïnes d'interès biològic mitjançant la ressonància magnètica nuclear d'alt camp i tècniques computacionals avançades.
Ernest Giralt ha rebut nombrosos premis i distincions, entre d'altres: Premi Nacional d'Investigació Enrique Moles en l'àrea de Ciència i Tecnologia Químiques del Ministerio de Ciencia e Innovación (2011); la Max Bergmann Medal (2014) que l'honora pels seus èxits científics en la química de pèptids; El Josef Rudinger Award (2014) de l'European Peptide Society amb que els col·legues internacionals reconeixen les "importants contribucions" en la creació de la nova metodologia de síntesi de pèptids, pels seus estudis estructurals i de reconeixement molecular entre proteïnes i per l'ús de pèptids com a llançadores de fàrmacs; el Premi Ciutat de Barcelona 2015 de ciències experimentals i tecnologia pel desenvolupament de la tecnologia química que fa possible que un pèptid citotòxic extret del verí de les vespes pugui tenir aplicacions a la quimioteràpia així com diversos reconeixements de la Reial Societat Espanyola de Química; la Distinció de la Generalitat de Catalunya per a la Promoció de la Recerca Universitària (2001) i la Medalla Narcís Monturiol (1992) al mèrit científic i tecnològic.
A banda de la seva carrera científica, l'Ernest Giralt sempre ha mostrat interès artístic per la música. Cal assenyalar la seva dedicació com a intèrpret i la seva vessant de compositor musical (Welcome to my little world of music).

## Llibres
- E. Giralt. "Introducción a la estereoquímica de los compuestos orgánicos". REVERTE, Barcelona (1984).
- E. Giralt and D. Andreu (editors). "Peptides 1990. Proceedings of the 21st European Peptide Symposium". ESCOM, Leiden (1991).
- M. Rubiralta, E. Giralt and A. Diez. "Piperidine: Structure, preparation, reactivity and synthetic applications of piperidine and its derivatives". ELSEVIER Science Publishers, Amsterdam (1991).
- P. Lloyd-Williams, F. Albericio and E. Giralt. “Chemical Approaches to the Synthesis of Peptides and Proteins”. CRC Press, Florida (1997).
- E.Giralt, M.W. Peczuh, X.Salvatella. “Protein Surface Recognition. Approaches for Drug Discovery”. Wiley, Chichester (2011).